# 曲氏萤蔺
曲氏萤蔺（学名：Schoenoplectiella chuana）为莎草科萤蔺属下的一个植物种。